# Ischnoptera bergrothi
Ischnoptera bergrothi es una especie de cucaracha del género Ischnoptera, familia Ectobiidae. Fue descrita científicamente por Griffini en 1896.
Habita en Nicaragua y Panamá.